# Ceropegia fusca
Ceropegia fusca là một loài thực vật có hoa trong họ La bố ma. Loài này được Bolle mô tả khoa học đầu tiên năm 1861.

## Hình ảnh

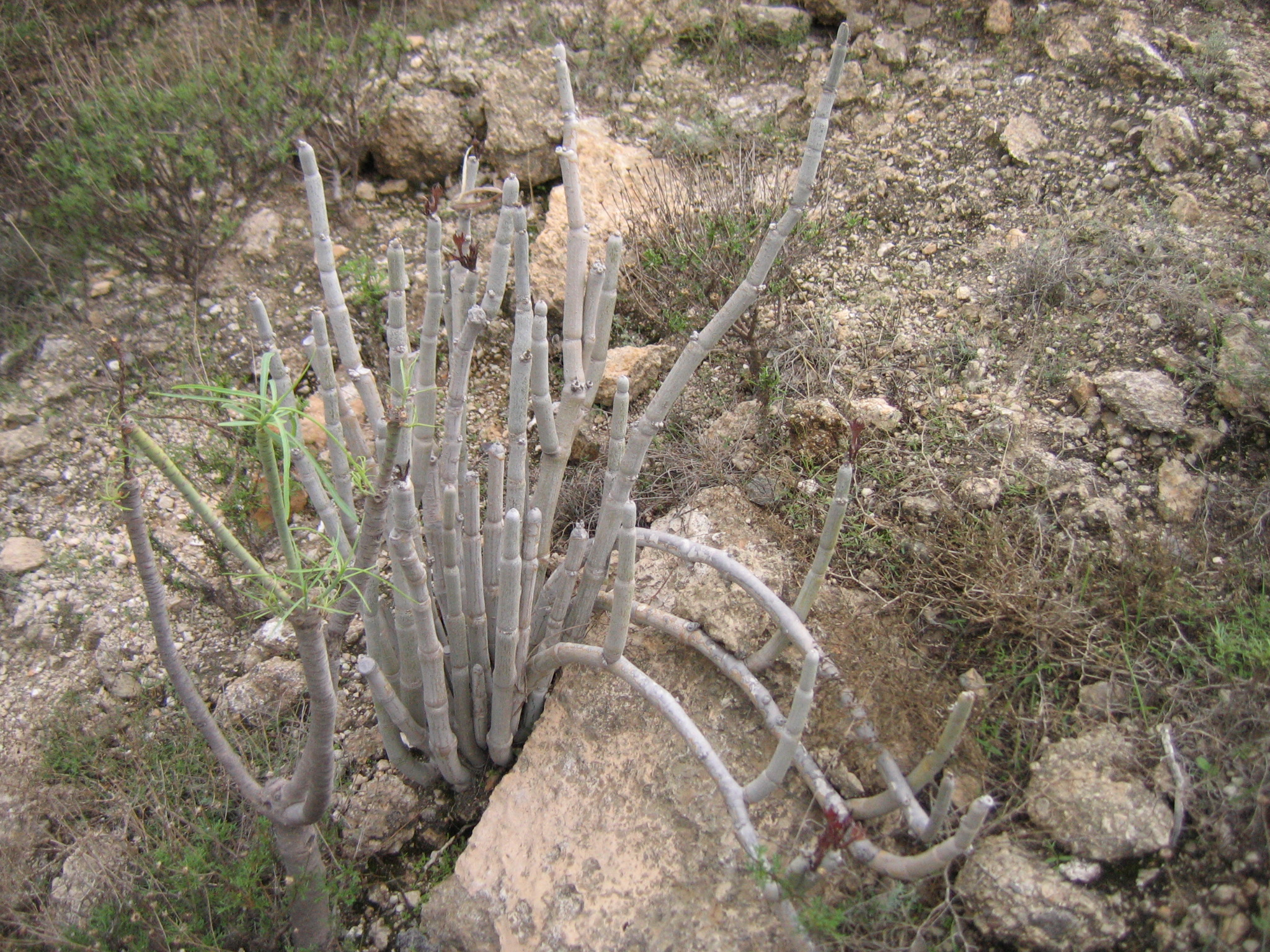
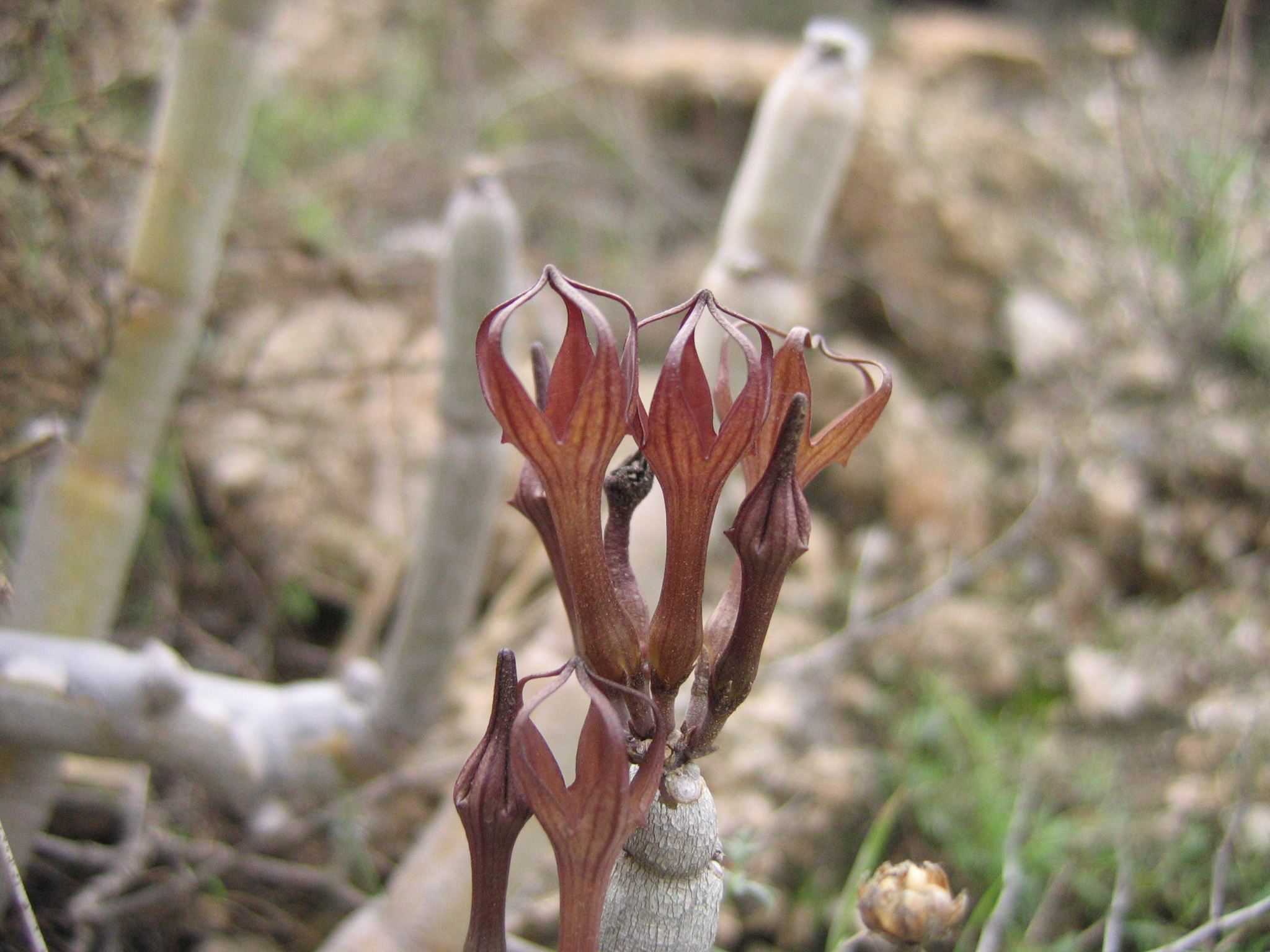
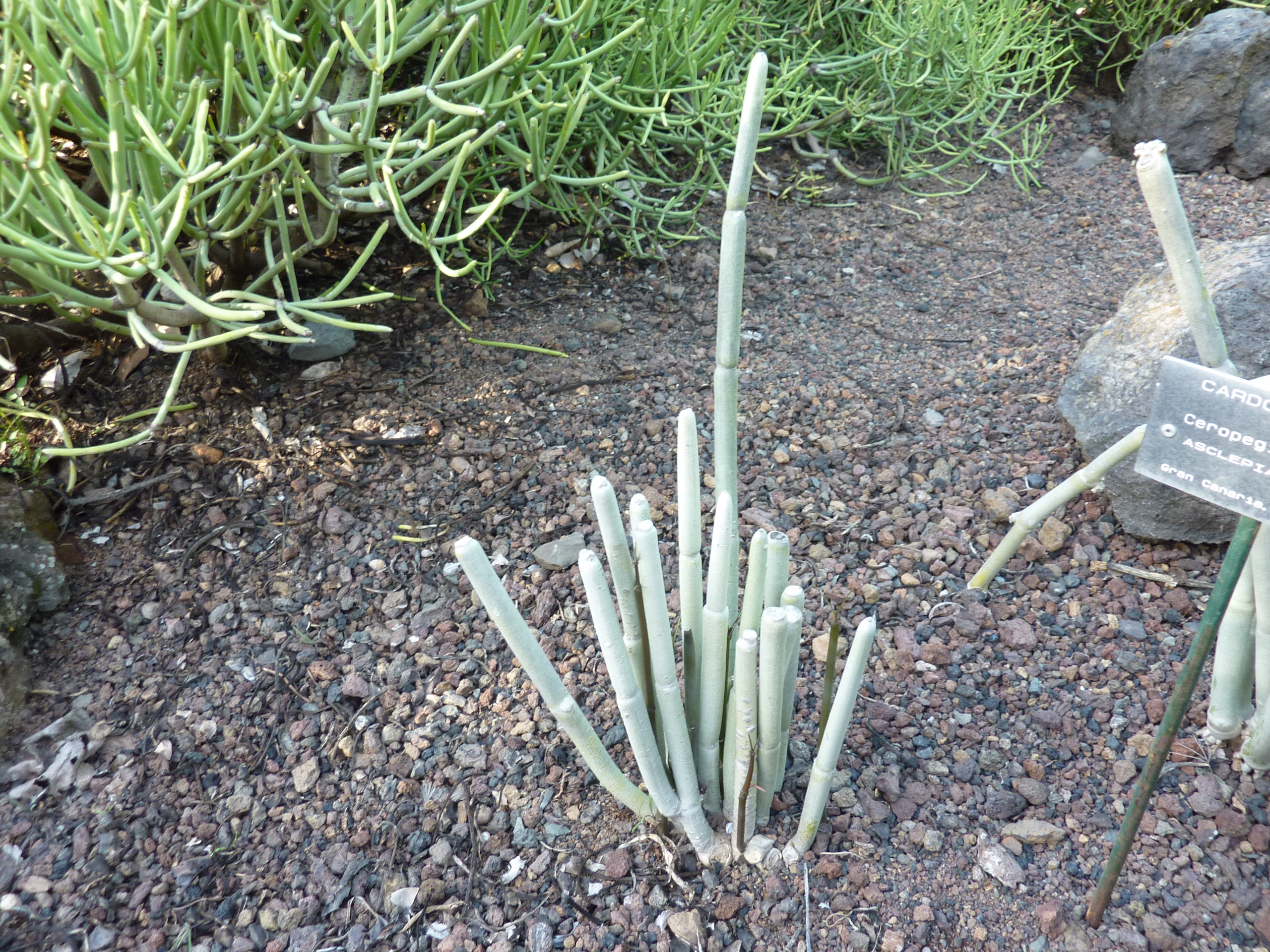
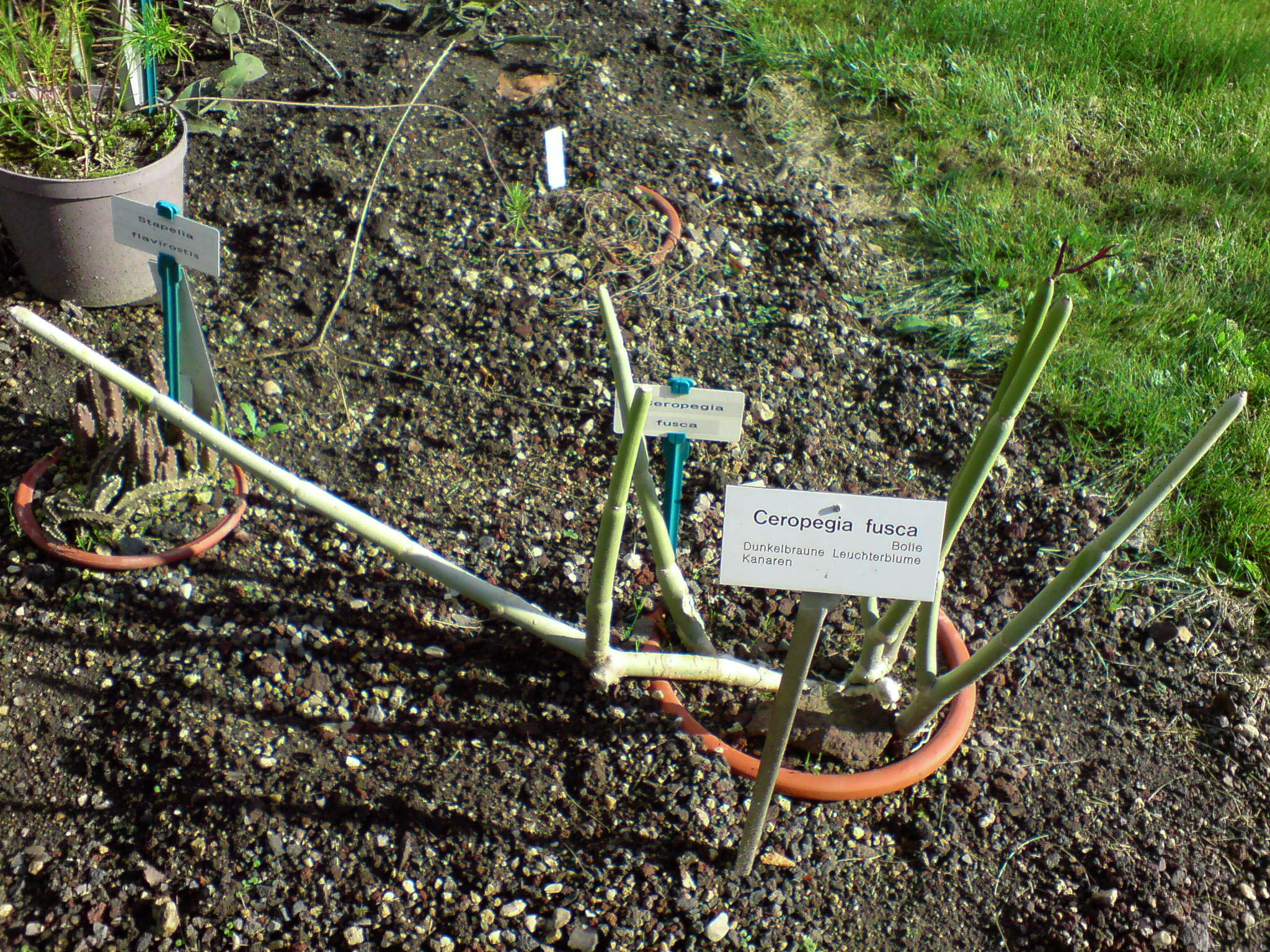